# The Cinematic Orchestra
The Cinematic Orchestra est un groupe britannique de nu jazz et downtempo fondé en 1999 par Jason Swinscoe, alors employé de la maison de disques londonienne Ninja Tune.
Le nom du groupe fait allusion à la forme musicale proche de celle de musique de film,. Les morceaux sont souvent instrumentaux, mais parfois avec des chanteurs, comme Fontella Bass et Roots Manuva, sur l'album Everyday, ou Patrick Watson sur l'album Ma fleur.

## Histoire
C'est dans les années 1990 que Jason se fait connaître en travaillant sur plusieurs radio (heart-FM, radio 1, Radio 1 World Wide). Dans les mêmes années, il monte son propre club : le Loop. Le concept étant, pour les DJ comme pour les musiciens, de refaire la bande originale d'un film de leur choix. Le film est projeté en même temps que les DJ jouent de la musique déjà existante, tricotant des passages de dialogues et autres sons de la vraie B.O. Après avoir signé un remix pour Ninja Tune (compagnie pour laquelle il travaille dans le but de découvrir les rouages du système), Jason Swinscoe se voit proposer par un label allemand d'enregistrer ses propres compositions. Pour des questions juridiques, Swinscoe doit se dissimuler derrière un autre nom. Ce sera Cinematic Orchestra. Ce sera finalement Ninja Tune qui sortira le premier album (Motion).

## Membres du groupe
- Jason Swinscoe (orchestration et sampling)
- Luke Flowers[2] (percussions et batterie)
- Phil France[2] (basse et contrebasse)
- John Ellis (clavier)
- Tom Chantthen[2] (saxophone)
- Alex James (piano acoustique et électrique/flûte traversière)
- Patrick Carpenter[2] (turntablist)

## Discographie
- 1999 Motion
- 2000 Remixes 98 - 2000
- 2002 Every Day[2],[4]
- 2003 Man with a Movie Camera
- 2007 Ma Fleur
- 2008 Live at the Royal Albert Hall
- 2008 The Crimson Wing : Mystery of the Flamingos (Bande originale du film Les Ailes pourpres : Le Mystère des flamants)
- 2010 Late Night Tales : The Cinematic Orchestra (mix de la série Late Night Tales)
- 2012 In Motion #1 (avec Austin Peralta, Dorian Concept, Tom Chant et Grey Reverend)
- 2019 To Believe (en)[5],[6]

### Singles
- 1999 Diabolus
- 1999 Channel 1 Suite / Ode To The Big Sea
- 2002 All That You Give feat. Fontella Bass
- 2002 Horizon
- 2002 Man With A Movie Camera